# Capu Câmpului
Capu Câmpului is een Roemeense gemeente in het district Suceava.
Capu Câmpului telt 2447 inwoners.